# Malay (Saône-et-Loire)
Pour les articles homonymes, voir Malay.
Malay est une commune française située dans le département de Saône-et-Loire, en région Bourgogne-Franche-Comté.

## Géographie
Différents hameaux composent la commune de Malay :
- le Bourg ;
- Cortemblin ;
- Ougy ;
- la Place ;
- Seugne.

### Climat
Pour des articles plus généraux, voir Climat de la Bourgogne-Franche-Comté et Climat de Saône-et-Loire.
En 2010, le climat de la commune est de type climat océanique dégradé des plaines du Centre et du Nord, selon une étude du Centre national de la recherche scientifique s'appuyant sur une série de données couvrant la période 1971-2000. En 2020, Météo-France publie une typologie des climats de la France métropolitaine dans laquelle la commune est dans une zone de transition entre le climat océanique altéré et le climat océanique altéré et est dans la région climatique Bourgogne, vallée de la Saône, caractérisée par un bon ensoleillement (1 900 h/an), un été chaud (18,5 °C), un air sec au printemps et en été et des vents faibles.
Pour la période 1971-2000, la température annuelle moyenne est de 11,3 °C, avec une amplitude thermique annuelle de 17,9 °C. Le cumul annuel moyen de précipitations est de 838 mm, avec 11,2 jours de précipitations en janvier et 7,3 jours en juillet. Pour la période 1991-2020, la température moyenne annuelle observée sur la station météorologique de Météo-France la plus proche, « Jalogny_sapc », sur la commune de Jalogny à 17 km à vol d'oiseau, est de 11,2 °C et le cumul annuel moyen de précipitations est de 873,4 mm. 
La température maximale relevée sur cette station est de 39,6 °C, atteinte le 12 août 2003 ; la température minimale est de −21,6 °C, atteinte le 17 janvier 1985,,.
Les paramètres climatiques de la commune ont été estimés pour le milieu du siècle (2041-2070) selon différents scénarios d'émission de gaz à effet de serre à partir des nouvelles projections climatiques de référence DRIAS-2020. Ils sont consultables sur un site dédié publié par Météo-France en novembre 2022.

## Urbanisme

### Typologie
Au 1er janvier 2024, Malay est catégorisée commune rurale à habitat dispersé, selon la nouvelle grille communale de densité à sept niveaux définie par l'Insee en 2022.
Elle est située hors unité urbaine et hors attraction des villes,.

### Occupation des sols
L'occupation des sols de la commune, telle qu'elle ressort de la base de données européenne d’occupation biophysique des sols Corine Land Cover (CLC), est marquée par l'importance des territoires agricoles (95,5 % en 2018), une proportion sensiblement équivalente à celle de 1990 (95,6 %). La répartition détaillée en 2018 est la suivante : prairies (70,8 %), terres arables (20,8 %), forêts (4,2 %), zones agricoles hétérogènes (3,9 %), zones urbanisées (0,3 %). L'évolution de l’occupation des sols de la commune et de ses infrastructures peut être observée sur les différentes représentations cartographiques du territoire : la carte de Cassini (XVIIIe siècle), la carte d'état-major (1820-1866) et les cartes ou photos aériennes de l'IGN pour la période actuelle (1950 à aujourd'hui).

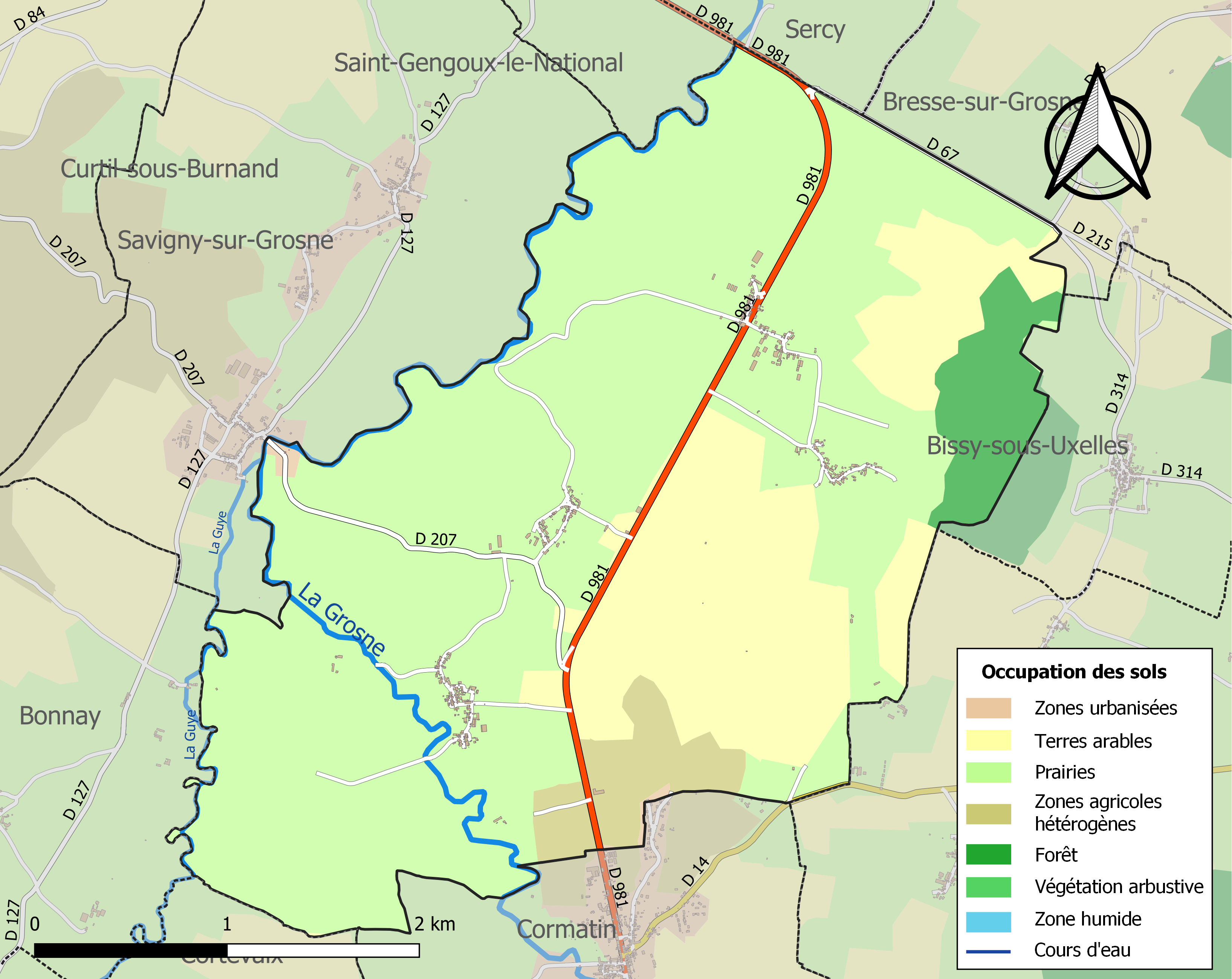
Carte des infrastructures et de l'occupation des sols de la commune en 2018 (CLC).

## Politique et administration

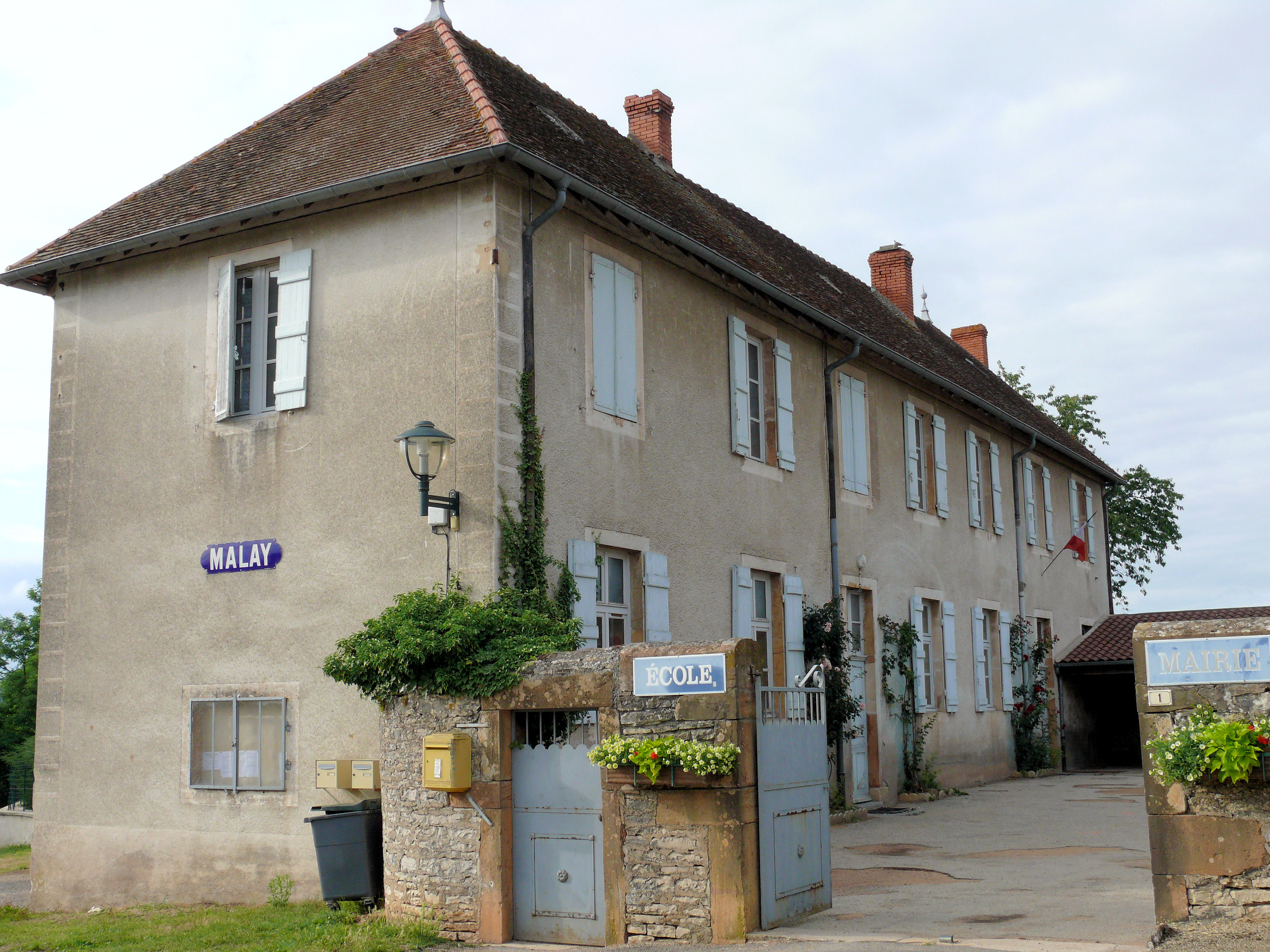
Mairie et école.

| Période                                  | Période   | Identité           | Étiquette | Qualité |
| ---------------------------------------- | --------- | ------------------ | --------- | ------- |
| juin 1995                                | mars 2008 | André Grosjean     |           |         |
| mars 2008                                | mars 2014 | Daniel Pichancourt |           |         |
| mars 2014                                | en cours  | Claude Pelletier   |           |         |
| Les données manquantes sont à compléter. |           |                    |           |         |

## Démographie
L'évolution du nombre d'habitants est connue à travers les recensements de la population effectués dans la commune depuis 1793. Pour les communes de moins de 10 000 habitants, une enquête de recensement portant sur toute la population est réalisée tous les cinq ans, les populations de référence des années intermédiaires étant quant à elles estimées par interpolation ou extrapolation. Pour la commune, le premier recensement exhaustif entrant dans le cadre du nouveau dispositif a été réalisé en 2007.

En 2022, la commune comptait 216 habitants, en évolution de +0,47 % par rapport à 2016 (Saône-et-Loire : −1,06 %, France hors Mayotte : +2,11 %).
| 1793 | 1800 | 1806 | 1821 | 1831 | 1836 | 1841 | 1846 | 1851 |
| ---- | ---- | ---- | ---- | ---- | ---- | ---- | ---- | ---- |
| 350  | 402  | 715  | 782  | 841  | 823  | 837  | 806  | 812  |

| 1856 | 1861 | 1866 | 1872 | 1876 | 1881 | 1886 | 1891 | 1896 |
| ---- | ---- | ---- | ---- | ---- | ---- | ---- | ---- | ---- |
| 790  | 745  | 739  | 695  | 700  | 666  | 630  | 558  | 517  |

| 1901 | 1906 | 1911 | 1921 | 2006 | 2007 | 2012 | 2017 | 2022 |
| ---- | ---- | ---- | ---- | ---- | ---- | ---- | ---- | ---- |
| 462  | 429  | 407  | 367  | 248  | 253  | 237  | 206  | 216  |

## Lieux et monuments
Concernant les monuments, il faut citer les magnifiques, par leur simplicité et le recueillement qu'elles permettent, églises romanes, bâties au plus fort du rayonnement de l'abbaye de Cluny. On peut également citer les anciens moulins à eau ainsi que le joli pont de pierre enjambant la Grosne, affluent de la Saône.

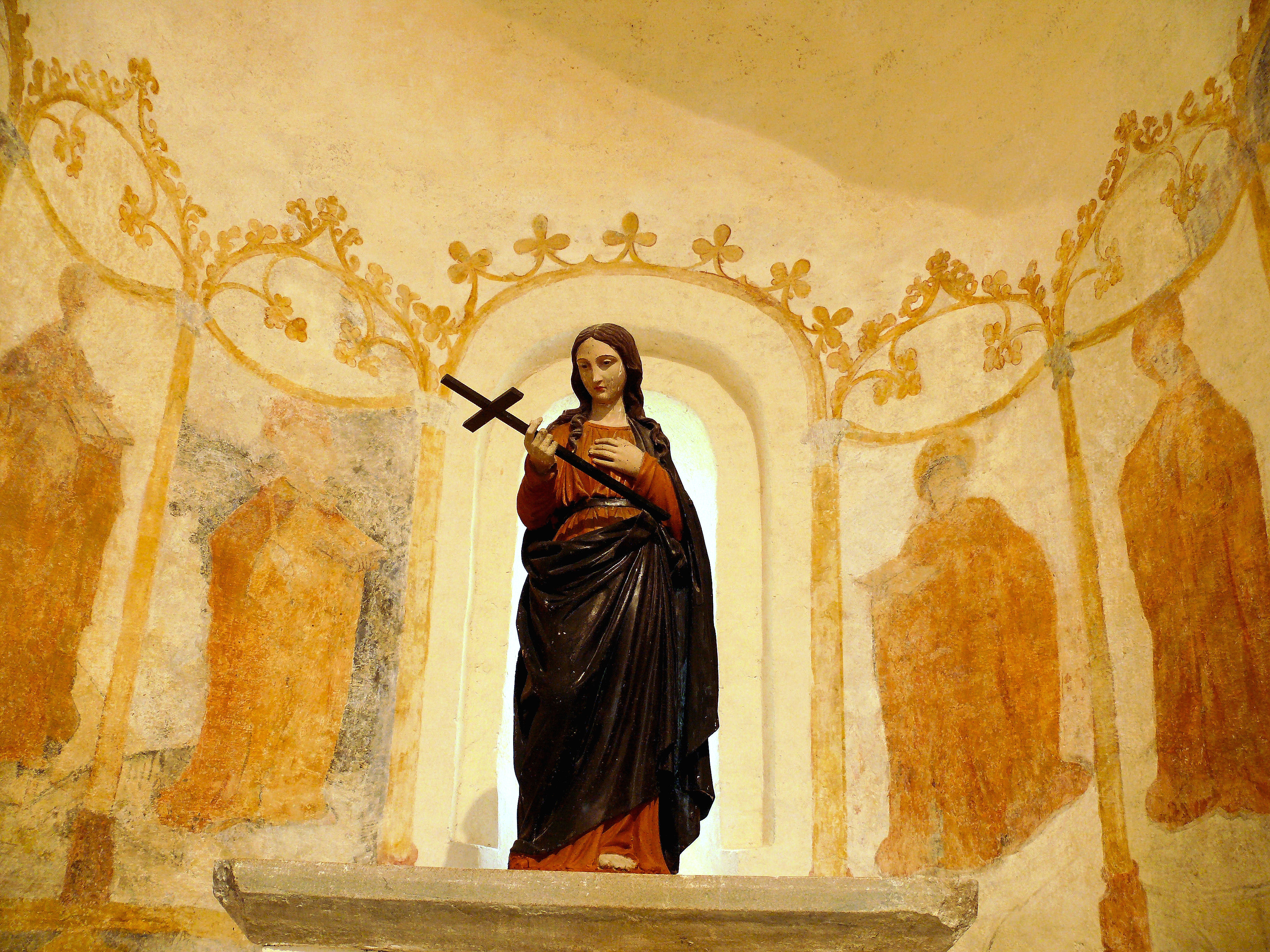
Église Notre-Dame-de-la-Nativité : absidiole nord avec les vestiges des fresques.

- L'église Notre-Dame-de-la-Nativité[17],[18],[19] de Malay, ancien doyenné dépendant de l'abbaye de Cluny[20], aujourd'hui église relevant de la paroisse Saint-Augustin en Nord-Clunisois (Ameugny). Les donations ont permis à l'abbaye de constituer autour du doyenné un domaine agricole important.
L'église est citée dès 1095. Elle devient un doyenné en 1160. L'église était l'église paroissiale principale pour Ougy, Seugne puis Cortemblin au XVIe siècle.
L'église a été construite en deux temps :
 - à la fin du XIe siècle, sous l'abbatiat de saint Hugues, chœur, transept, abside, absidioles,
 - au milieu du XIIe siècle, la nef à trois vaisseaux, et plus récemment le clocher.
L'église était terminée au XIIe siècle. Au XIIIe siècle, le doyenné est fortifié.
Au XVe siècle, le portail ouest est fermé et une fenêtre est ouverte. Des fresques du XVe siècle subsistent dans l'absidiole nord et sur le mur du croisillon nord.
Les textes évoquent des dégradations du domaine pendant les guerres de religion.
Au XIXe siècle, on a ajouté la sacristie et l'escalier du clocher. On refait les portes latérales. En 1931, le clocher qui avait été incendié retrouve son toit de laves.
Le mouvement des voûtes entraîne la fermeture de l'église en 1993. L'église est rouverte après reprise de la poussée des voûtes et restauration de l'église. Les fenêtres hautes de la nef ont dû être bouchées.
- L'église Saint-Martin à Ougy[21],[22], citée en 1095, qui est une petite église romane du milieu du XIIe siècle. L'église correspond à un style dépouillé qu'on retrouve aux églises de Taizé, Ameugny, Confrançon, Chissey, La Chapelle-sous-Brancion, etc.
- Le vieux pont de pierre du hameau de Cortemblin, dont les cinq arches enjambent la Grosne[23].
- Le lavoir d'Ougy, construit en 1857[24].
- Le hameau de la Place, constitué d'un bel alignement de petites maisons vigneronnes[25].

## Littérature
L'église de Malay est citée comme point de passage sur un chemin initiatique vers Compostelle au début du XIIe siècle dans le livre Les étoiles de Compostelle par Henri Vincenot.

## Héraldique
| Blason de Malay | Blason  | De pourpre, à la barre d'or accostée de deux barbeaux d'argent adossés à la barre, celui en chef tête vers le chef, celui en pointe tête vers la pointe. |
| Blason de Malay | Détails | Armoiries adoptées par la municipalité le 25 mars 1983                                                                                                   |

## Galerie photos

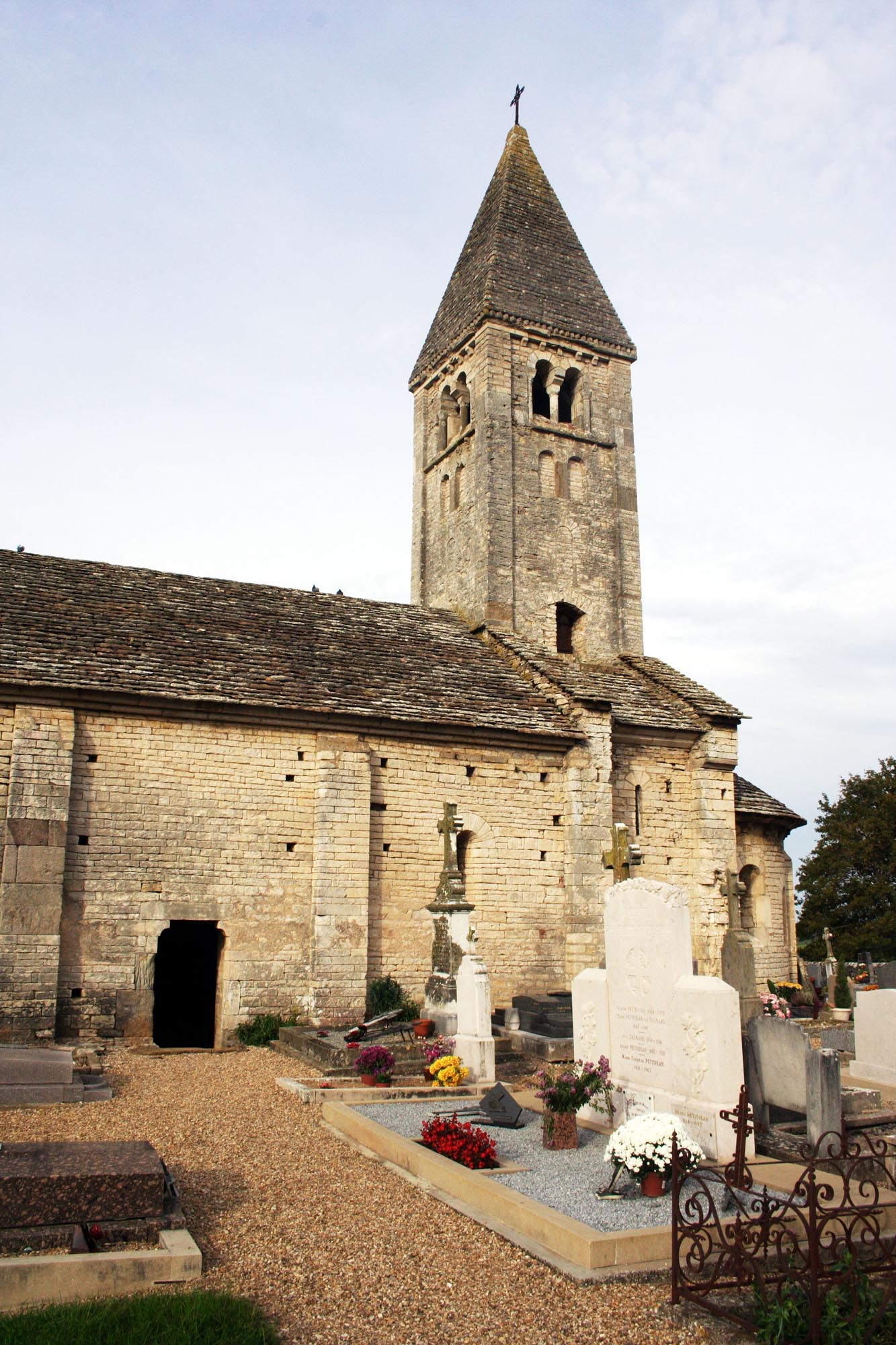
L'église romane Saint-Martin d'Ougy.
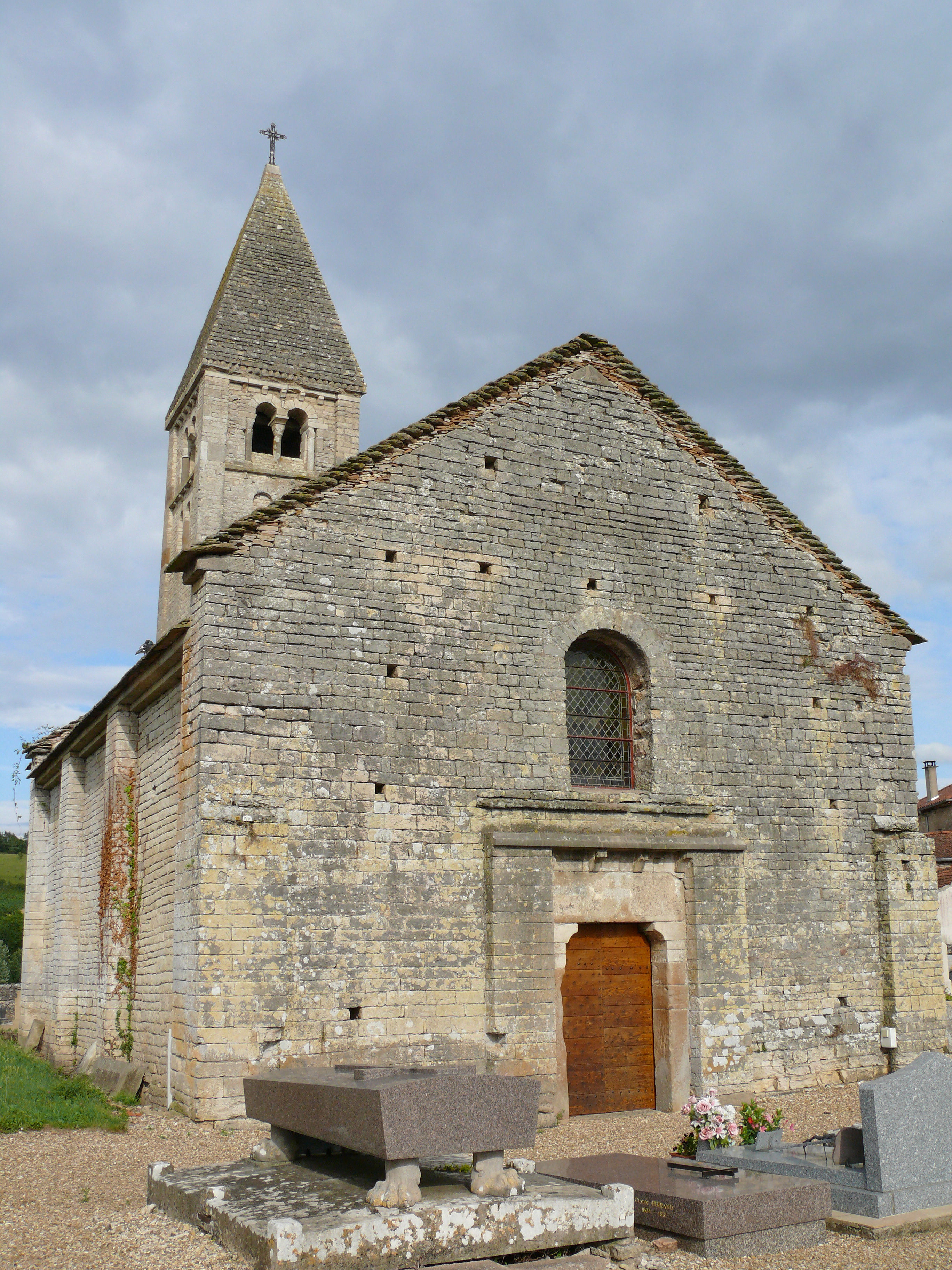
Église d'Ougy.
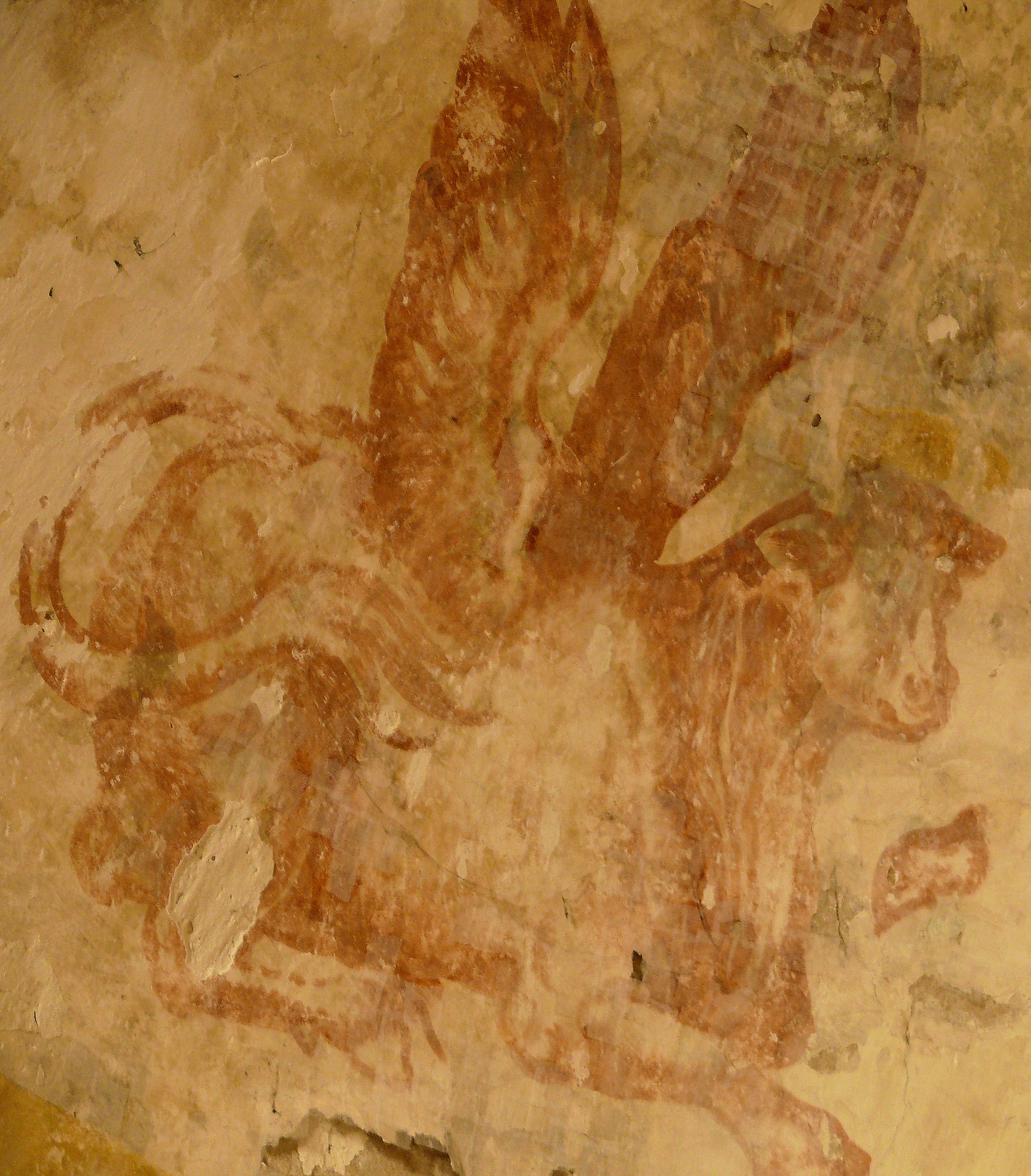
Fresque de l'église d'Ougy.
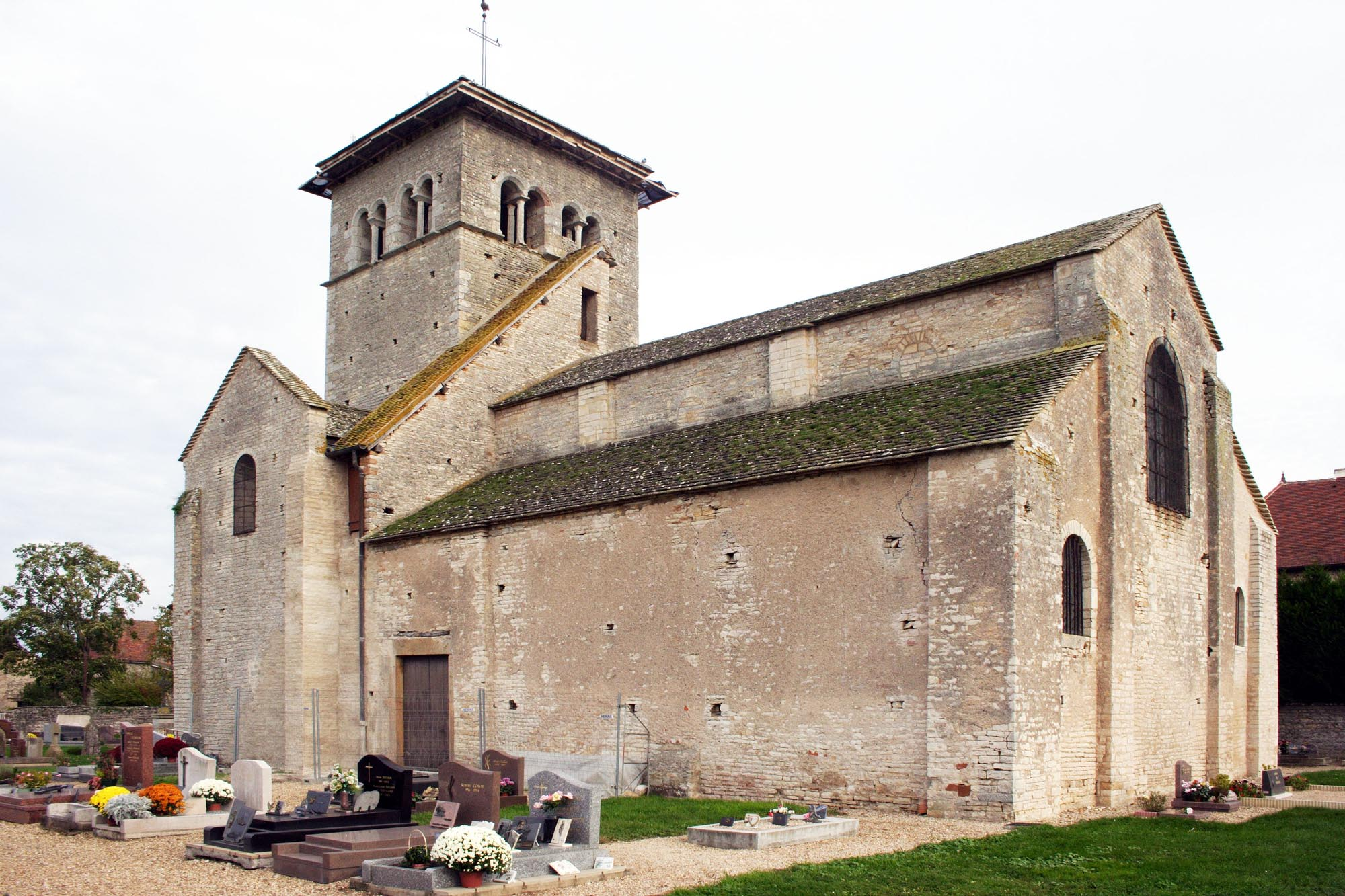
L'église Notre-Dame-de-la-Nativité de Malay.
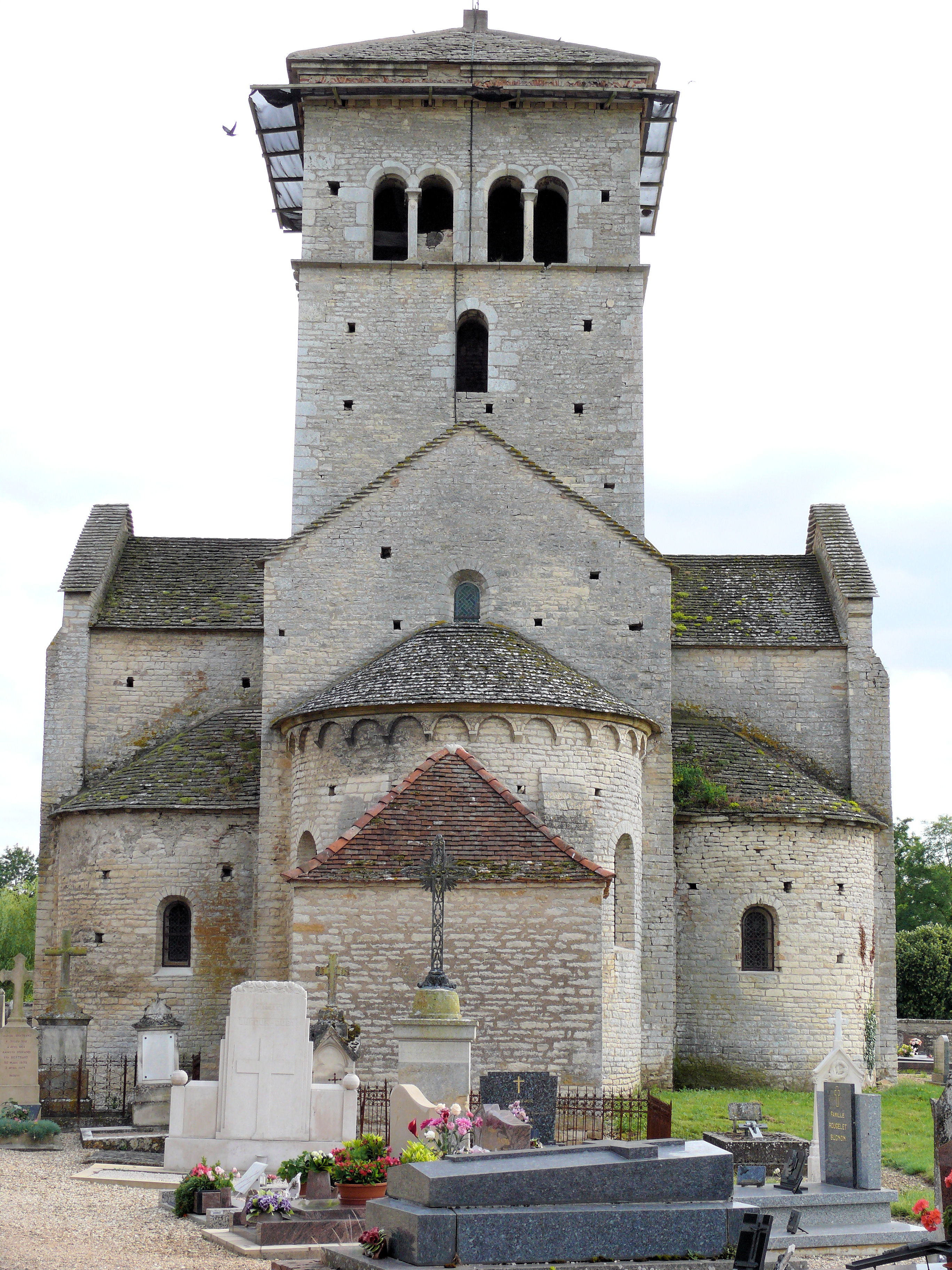
Chevet de l'église de Malay.
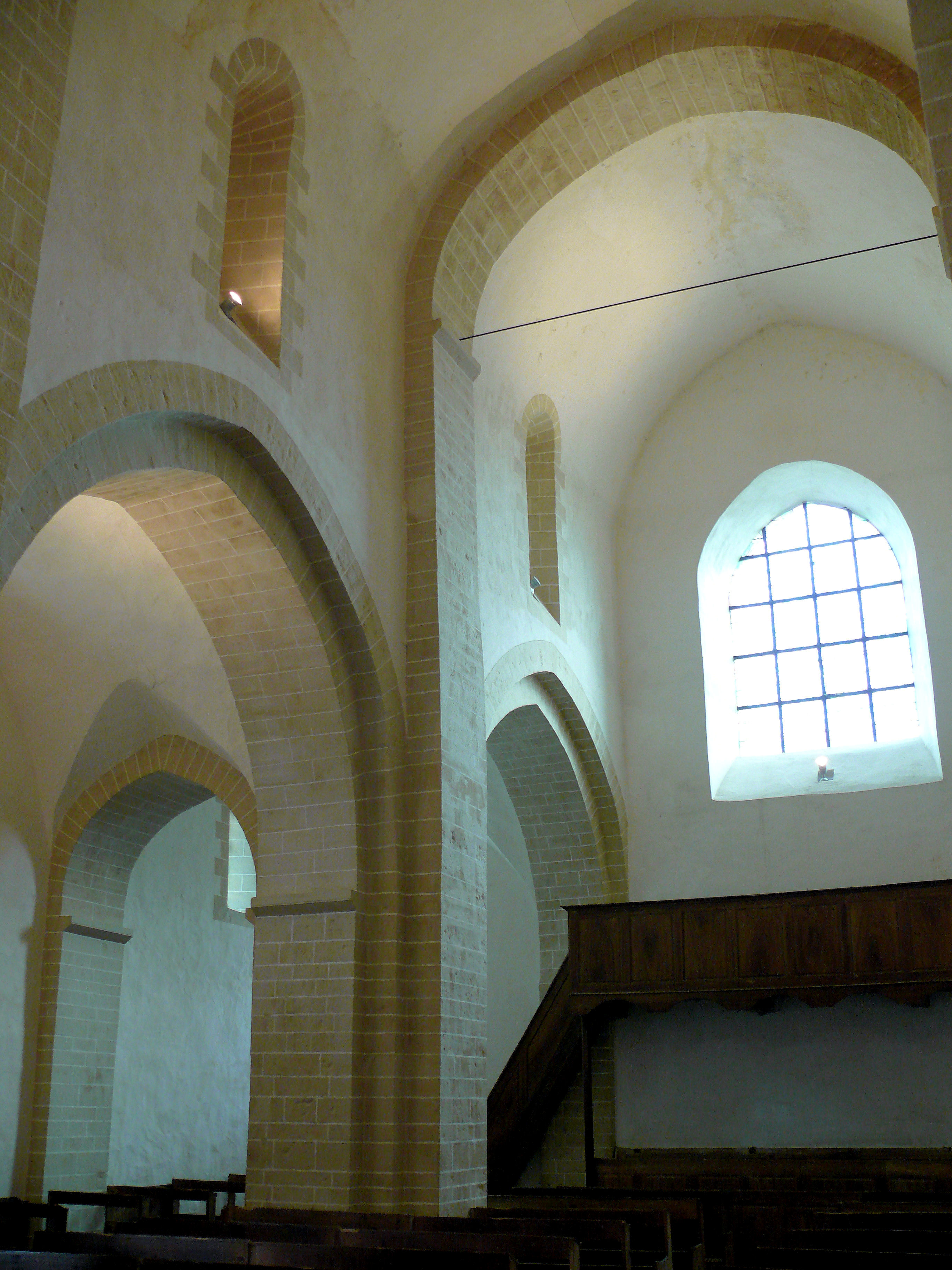
Nef et bas-côté de l'église de Malay.

## Pour approfondir